# باب کورتیس (بازیکن فوتبال)
باب کورتیس (انگلیسی: Bob Curtis; ۲۵ ژانویهٔ ۱۹۵۰ – ۱۹ مارس ۲۰۱۰) بازیکن فوتبال اهل بریتانیا بود.
از باشگاه‌هایی که در آن بازی کرده‌است می‌توان به باشگاه فوتبال چارلتون اتلتیک، باشگاه فوتبال منزفیلد تاون، و باشگاه فوتبال کترینگ تاون اشاره کرد.